# میباکس
میباکس (انگلیسی: Meebox) شرکت الکترونیک مکزیکی است، که در سال ۲۰۰۹ تأسیس شد.